# Jean de Liçarrague
 (juillet 2018).
Si vous disposez d'ouvrages ou d'articles de référence ou si vous connaissez des sites web de qualité traitant du thème abordé ici, merci de compléter l'article en donnant les références utiles à sa vérifiabilité et en les liant à la section « Notes et références ».
Jean de Liçarrague, Joannes Leizarraga ou encore Iean de Liçarrague est né à Briscous (Labourd) en 1506. Les données sur sa jeunesse sont peu nombreuses, bien qu'on sache qu'il a été ordonné prêtre. Dès 1559, il suit le courant de la Réforme, qui entraîna persécutions et emprisonnements. Comme beaucoup d'autres protestants, il fut protégé par Jeanne III de Navarre.

## Biographie
À l'initiative du synode de Pau tenu en 1564, il traduit la première version du Nouveau Testament en basque Jesus Christ Gure Jaunaren Testamentu Berria, qui fut publiée par l'imprimerie de Pierre Hautin de La Rochelle en septembre 1571. Sa traduction fut révisée par quatre pasteurs basques, les souletins Piarres Landetcheverry, Tardetz, Sanz Tartas et Joannes Etcheverry, ce dernier appelé "petit basque", natif de Saint-Jean-de-Luz. La traduction combine des caractéristiques du dialecte labourdin avec des éléments du dialecte souletin. On considère cette œuvre de Liçarrague comme la première tentative pour établir les bases d'un basque unifié (batua). 
Jean de Liçarrague comprenait, outre l'euskara, le français, le castillan, le latin et le grec ancien. 
Liçarrague meurt en 1601 à Labastide-Clairence (Basse-Navarre), où il fut pasteur de l'église réformée pendant trois décennies.